# Titok
Ez a szócikk a titok általános jelentéséről szól. A titok jogi oltalmáról bővebben a titokvédelem, míg a titok biztonságtechnikai jelentéséről a titok (biztonságtechnika) szócikk szól.
A titok olyan ismeret, adat, információ, amely egy adott időpontban vagy időszakban csak korlátozott körben ismert.
Minden titok a nyilvánosságra hozatallal szűnik meg, azaz azáltal, hogy a korlátozott körön kívül is megismerhetővé válik.

## A titkok és a tudomány
A hétköznapi szóhasználatban titoknak nevezik a jövő eseményeit, adatait is, hiszen ezek ma pontosan nem megismerhetők. Ebben az értelmben titok az a ma fennálló jelenség is, amelynek okát pontosan nem ismerjük. A tudományos megismerés éppen ezeknek a titkoknak a megfejtésére irányul. Jean-François Champollion munkásságáig joggal beszélhettünk például az egyiptomi hieroglifák titkáról, ma már nem indokolt ez a minősítés.
Titok továbbá mindaz a (múltbéli) esemény, történés vagy cselekedet is, amelyet egy hatalom annak minősít és törvényes vagy nem törvényes eszközökkel sok évre titkosít, főleg abból a célból, hogy az esetleges jogos számonkérésre vagy felelősségre vonásra ne kerülhessen sor.
A titkosított iratok, a bennük szereplő adatok nyilvánosságra hozását (magát is sokszor titkos) törvények szabályozzák, és az ilyen titkokat csak „tudományos” szakemberek, például történészek kutathatják.

## Külső hivatkozások
- Vekerdy Tamástól: Szikra Zsuzsa interjúja a Kossuth rádióban a pszichológussal a titokról
- Könyv a titokról
- Egyéb érdekességek
- Titkosítás
- Sztegonográfia